# Filipčje Brdo
Filipčje Brdo este o localitate din comuna Sežana, Slovenia, cu o populație de 21 de locuitori.